# Озерки (Ставропольский край)
Озерки́ — посёлок в Красногвардейском районе (муниципальном округе) Ставропольского края России.

## География
Расстояние до краевого центра: 81 км.
Расстояние до районного центра: 17 км.

## История
В соответствии с Указом Президиума Верховного Совета РСФСР от 21 сентября 1964 года посёлок Второе отделение совхоза «Медвеженский» переименован в посёлок Озерки.
До 16 марта 2020 года посёлок входил в состав сельского поселения Медвеженский сельсовет.

## Население
| 1989 | 2002 | 2010 | 2014 |
| ---- | ---- | ---- | ---- |
| 187  | ↗217 | ↗232 | ↘200 |

По данным переписи 2002 года в национальной структуре населения преобладают русские (66 %).

## Инфраструктура
В посёлке одна улица — Весёлая. В 500 м к югу от неё расположено общественное открытое кладбище площадью 4000 м².